# Pulse (album de Toni Braxton)
Pour les articles homonymes, voir Pulse.
Albums de Toni Braxton
Libra
(2005) Love, Marriage and Divorce
(2010)
Singles
1. Yesterday
Sortie : 20 novembre 2009
2. Make My Heart
Sortie : 9 février 2010
3. Hands Tied
Sortie : 9 février 2010
4. Woman
Sortie : 28 juin 2010

Pulse est le sixième album de la chanteuse américaine Toni Braxton, sorti le 4 mai 2010. L'opus débute à la 9e position du Billboard 200 en se vendant à 54 000 exemplaires dès la 1re semaine de sa sortie et s'érige à la 1re place du Billboard Top R&B/ Hip-Hop Albums.
L'album génère quatre singles: Yesterday en duo avec le chanteur Trey Songz, qui s'érige à la 12e place du Billboard Hot & R&B Hip-Hop Songs, Make My Heart, qui sortit le même jour que Hands Tied, obtient la 29e meilleure position du Billboard Top R&B/ Hip-Hop Albums et Woman, qui est uniquement un single dit a but promotionnel.

## Historique
Après avoir rompu son contrat avec sa maison de disques Blackground Records pour causes de manques de promotion de son dernier opus Libra, sortit en 2005, Toni Braxton signe chez Atlantic Records, un label de la maison de disques Warner Music Group.

## Composition
À l'origine, il y avait de nombreuses collaborations prévues et aucune n'apparait sur le pressage final de l'album. Cependant, l'édition deluxe de l'album sur le iTunes Store contient plusieurs d'entre elles ainsi qu'en bonus le remix de "Yesterday" avec Trey Songz, "The Wave", écrit par Jesse McCartney et Makeba Riddick, "Stay", "Rewind" et "Yesterday (Cutmore Radio Remix)". Il comporte également "Caught (Don't Take Your Hat Off)" avec Mo'Nique, qui apparaît au milieu de la chanson avec un monologue dramatique.
Une collaboration avec le chanteur R&B Robin Thicke appelée "Do Not Leave" aurait été confirmée comme étant en production, mais n'est cependant jamais apparue sur l'opus. Une collaboration avec le chanteur R&B Usher a également échoué dans la matérialisation dans cet opus. Parmi les autres collaborations que Braxton a déclarées, elle aurait travaillé une chanson appelée "Get Loose" avec Rodney Jerkins, qui fut également omise à l'album. Une collaboration avec  le chanteur de reggae Sean Paul, sur le remix de "Lookin 'At Me", n'est également pas apparue sur l'album.

## Simples
Le 20 novembre 2009, est publié le premier simple Yesterday en duo avec le chanteur Trey Songz, qui s'érige à la douzième place du Billboard Hot & R&B Hip-Hop Songs. La vidéo qui illustre la musique est réalisée par Bille Woodruff. Il y démontre Toni en train de jouer du piano pendant que son petit ami, joué par Trey Songz, la trompe avec une autre femme Toni Braxton Yesterday featuring Trey Songz official vidéo Youtube
Le 9 février 2010, elle propose un deuxième simple intitulé Make My Heart qui sortit le même jour que Hands Tieds obtient la 29e position du Billboard Top R&B/ Hip-Hop Albums. Les deux vidéos sont dirigées par Bille Woodruff. Dans la vidéo, on y voit Toni habillé de manière sexy dansant avec une troupe de danseurs dans un hangar, accompagnée à la fin de sa mère Evelyn ainsi que de ses sœurs Traci, Trina, Towanda et Tamar. Toni Braxton Make My Heart official vidéo Youtube
Le 9 février 2010, elle présente un troisième extrait Hands Tied qui sortit le même jour que Make My Heart partage la 29e position du Billboard Top R&B/ Hip-Hop Albums. Les deux vidéos sont dirigées par Bille Woodruff. Dans la vidéo, on y voit Toni habillé de manière sexy dansant une pole dance, faisant un strip-tease devant une horde d'hommes qui n'ont pas le droit de la toucher. Toni Braxton Hands Tied official vidéo Youtube
Le 28 juin 2010, elle dévoile un quatrième simple Woman, qui est uniquement disponible en vidéo. La vidéo qui illustre la musique, dévoile Toni Braxton en train de chanter la chanson en live dans un studio, accompagnée de ses musiciens.

## Performance commerciale
L'opus débute à la 9e position du Billboard 200 en se vendant à 54 000 exemplaires dès la 1re semaine de sa sortie et s'érige à la 1re place du Billboard Top R&B/ Hip-Hop Albums.

## Liste des titres et formats
| 1.    | Yesterday                     | DJ Frank E                      | 3:48 |
| 2.    | Make My Heart                 | Lucas Secon                     | 3:27 |
| 3.    | Hands Tied                    | Oak, Harvey Mason, Jr.          | 3:53 |
| 4.    | Woman (Delta Goodrem reprise) | Steve Mac, David Foster         | 3:51 |
| 5.    | If I Have To Wait             | Busbee                          | 3:56 |
| 6.    | Lookin'At Me                  | Lucas Secon                     | 3:20 |
| 7.    | Wardrobe                      | D'Mile                          | 3:31 |
| 8.    | Hero                          | Harvey Mason, Jr.               | 4:32 |
| 9.    | No Way                        | Michael Warren                  | 3:31 |
| 10.   | Pulse                         | Chuck Harmony, Simon Franglen   | 3:47 |
| 11.   | Why Won't You Love Me         | Harvey Mason, Jr., Toni Braxton | 4:42 |
| 42:18 |                               |                                 |      |

| 12. | Yesterday (Single Version) (featuring Trey Songz)     | DJ Frank E        | 3:46 |
| 13. | Stay                                                  | Harvey Mason, Jr. | 3:31 |
| 14. | Rewind                                                | Harvey Mason, Jr. | 3:32 |
| 15. | The Wave                                              | MaddScientist     | 3:41 |
| 16. | Caught (Don't Take Your Hat Off) (featuring Mo'Nique) | Stargate          | 3:29 |
| 17. | Yesterday (Cutmore Remix Radio Edit)                  | Cutmore           | 3:16 |

| 12. | Fan Base | Application à accès unique ayant des bonus exclusifs |  |

| 12. | The Wave (Jesse McCartney, Makeba Riddick, Theron Thomas) | Bonus track                           |  |
| 13. | Yesterday (Cutmore Remix, Radio Edit)                     | Bonus track                           |  |
| 14. | DVD                                                       | Album interview and behind-the-scenes |  |

| 12. | Yesterday (featuring Trey Songz) | Bonus track |  |
| 13. | Rewind                           | Bonus track |  |

## Classement
| Chart (2010)          | Peak position |
| --------------------- | ------------- |
| Australie             | 22            |
| Autriche              | 32            |
| Canada                | 72            |
| Pays-Bas              | 83            |
| Europe                | 31            |
| Allemagne             | 18            |
| Grèce                 | 14            |
| Afrique du Sud        | 12            |
| Suisse                | 9             |
| Royaume-Uni           | 28            |
| Royaume-Uni           | 7             |
| US Billboard 200      | 9             |
| US R&B/Hip-Hop Albums | 1             |